# Universíada de Inverno de 2003
A XXI Universíada de Inverno aconteceu em Tarvisio, Itália de 16 à 26 de janeiro de 2003.

## Modalidades

### Obrigatórias
As modalidades obrigatórias são determinadas pela Federação Internacional do Esporte Universitário (FISU) e, salvo alteração feita na Assembléia Geral da FISU, valem para todas as Universíadas de Inverno.
| - Biatlo (0) - Combinado nórdico (0) - Esqui alpino (0) - Esqui cross-country (0) | - Hóquei no gelo (0) - Patinação artística (0) - Patinação de velocidade em pista curta (0) - Salto de esqui (0) - Snowboard (0) |

### Opcionais
As modalidades opcionais são determinadas pela Federação Nacional de Esportes Universitários (National University Sports Federation - NUSF) do país organizador e devem ser de, no mínimo, um esporte e no máximo dois.
- Curling (0)

## Quadro de medalhas
O Quadro de medalhas é uma lista que classifica as Federações Nacionais de Esportes Universitários (NUSF) de acordo com o número de medalhas conquistadas.
| Ordem                                      | País              | Medalha de ouro | Medalha de prata | Medalha de bronze |    |
| ------------------------------------------ | ----------------- | --------------- | ---------------- | ----------------- | -- |
| 1                                          | RUS Rússia        | 12              | 10               | 10                | 32 |
| 2                                          | UKR Ucrânia       | 7               | 4                | 3                 | 14 |
| 3                                          | CHN China         | 6               | 2                | 2                 | 10 |
| 4                                          | ITA Itália        | 3               | 7                | 4                 | 14 |
| 5                                          | JPN Japão         | 5               | 6                | 3                 | 14 |
| 6                                          | KOR Coreia do Sul | 5               | 3                | 4                 | 12 |
| 7                                          | SLO Eslovênia     | 3               | 4                | 3                 | 10 |
| 8                                          | AUT Áustria       | 3               | 1                | 1                 | 5  |
| 9                                          | CAN Canadá        | 2               | 5                | 3                 | 10 |
| 10                                         | CZE Chéquia       | 2               | 2                | 2                 | 6  |
| Nenhum paíse lusófono conquistou medalhas. |                   |                 |                  |                   |    |